# Каменка (Забайкальский край)
Каменка — посёлок в Читинском районе Забайкальского края, Россия. Входит в состав городского поселения «Атамановское».

## География
Расположен в 8 км по автодороге к юго-юго-востоку от центральной части Атамановки, на левом берегу реки Ингода.

## История
В 1966 года указом президиума ВС РСФСР посёлок Каменного карьера переименован в Каменка.

## Население
| 2010 | 2014 | 2016 | 2017 | 2018 | 2019 | 2020 |
| ---- | ---- | ---- | ---- | ---- | ---- | ---- |
| 93   | ↘89  | ↘84  | ↗88  | ↗90  | ↘88  | →88  |
| 2021 |      |      |      |      |      |      |
| ↘12  |      |      |      |      |      |      |